# Одреховский, Владимир Васильевич
Владимир Васильевич Одреховский (род. 14 мая 1955, Львов) — советский и украинский скульптор, профессор кафедры монументально-декоративной скульптуры ЛНАМ, народный художник Украины (2009), кандидат искусствоведения. Председатель секции скульптуры Львовской областной организации НСХУ. Ректор Львовской национальной академии искусств (с 2016 года). Выставлял свои работы пятидесяти персональных выставках.

## Биография
Владимир Васильевич Одреховский родился 14 мая 1955 во Львове в семье скульптора Василия Одреховского и певицы, народной артистки Украина Марии Басня. В 1977 году окончил отделение художественной керамики в ЛДИПДМ. В 1983 году завершил аспирантуру Ленинградского высшего художественно-промышленного училища им. В. Мухиной. Через год защитил кандидатскую дисерцию в Санкт-Петербургской академии художеств. С 2003 года стал профессором в Львовской национальной академии искусств. В 2016 году стал его ректором.

## Награды и звания
- Орден князя Ярослава Мудрого V степени (2017).
- Народный художник Украины (2009).
- Заслуженный деятель искусств Украины (1999).